# Lego Minifigures
Minifigures è un tema Lego del 2010 basato su un set di minifigure Lego collezionabili. Ogni figura è un personaggio originale con nuovi vestiti e design del viso, e la maggior parte contiene accessori inediti. Ogni serie di solito conteneva 16 diverse minifigure; tuttavia, alcune serie contengono solo 9 minifigure, mentre altre ne contengono fino a 22. Dal 2021, il numero di minifigure diverse per una serie è fissato a 12.

## Panoramica

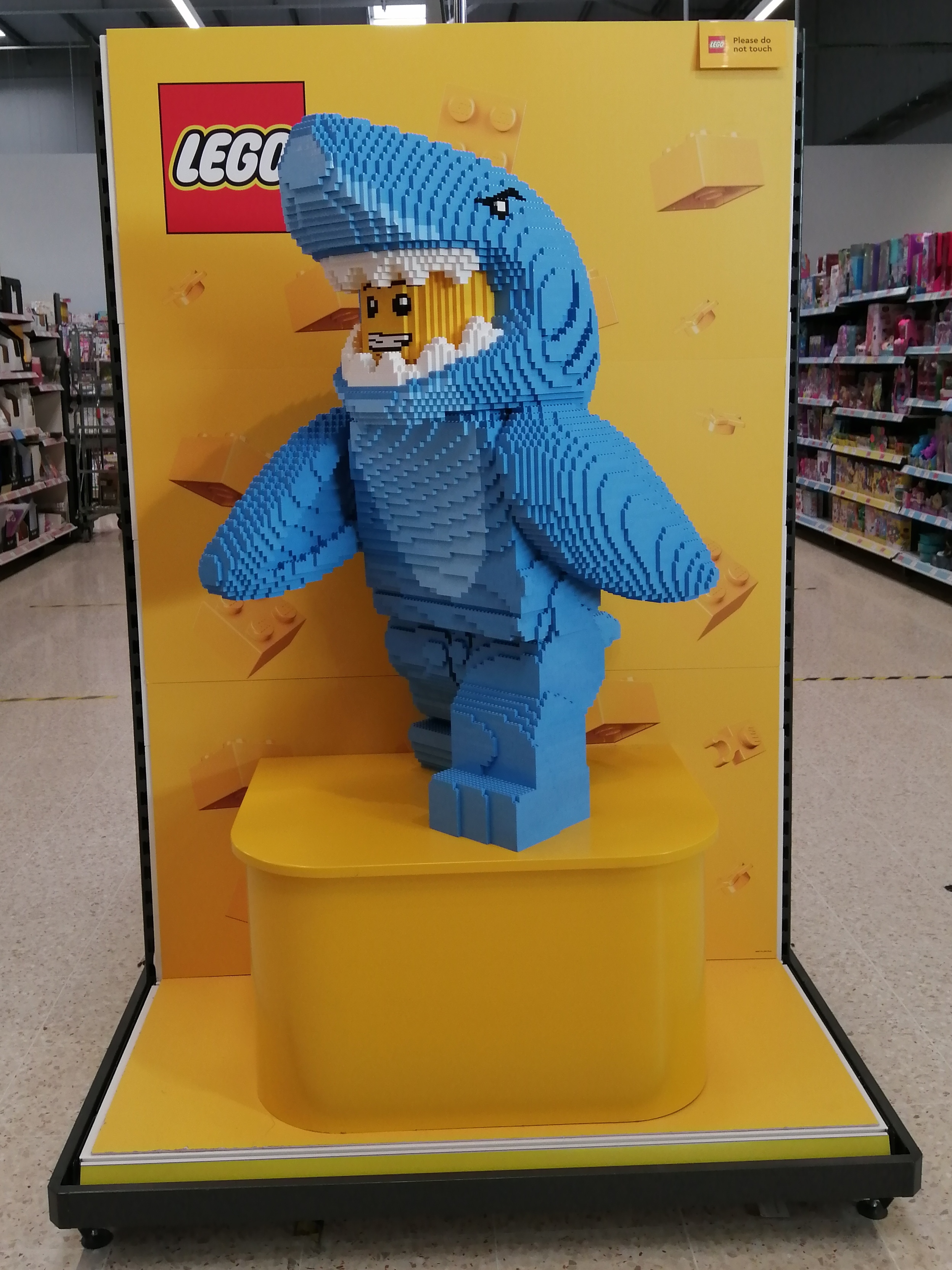
Ragazzo vestito da squalo Lego

La serie è composta da una serie di minifigure Lego collezionabili a tema individuale basate su film, sport, storia e cultura popolare. Le figure sono vendute singolarmente in pacchetti sigillati e non contrassegnati, offrendo ai clienti una possibilità casuale di ottenere una particolare statuetta. Sebbene considerato da alcuni un nuovo approccio, ha sollevato polemiche tra appassionati e collezionisti, aumentando la difficoltà nell'ottenere una collezione completa.  Gli acquisti da molti rivenditori non forniscono alcuna garanzia in merito al contenuto di un particolare pacchetto. Nonostante i tentativi di offuscare il contenuto di questi pacchetti, i sacchetti delle Serie 1 e 2 hanno un secondo codice a barre specifico per la figurina sul retro del pacchetto, accanto al codice a barre del prodotto EAN/UPC (che è unico per ciascuna serie). Ciò ha permesso ai clienti di identificare le singole figure all'interno del pacchetto, diminuendo notevolmente la quantità di denaro e lo sforzo richiesto per ottenere una collezione completa, ed elimina la possibilità di ricevere involontariamente duplicati. Esistono anche app per dispositivi iPhone e Android che utilizzano questi codici a barre.
Lego ha eliminato i codici a barre specifici per le figurine su tutti i pacchetti della serie 3 e 4 e li ha sostituiti con un sistema di puntini simile al braille in rilievo nel sigillo inferiore della borsa. In teoria, ciò consentirà ai clienti di continuare a identificare la figura racchiusa all'interno. Le serie successive non hanno segni per indicare il loro contenuto.
In media viene pubblicata una nuova serie ogni quattro mesi. Le date di rilascio a volte variano da paese a paese.
Nel settembre 2021, Matthew Ashton, vicepresidente del design di The Lego Group, ha annunciato che i temi delle minifigure da collezione insieme a City, Friends, Creator, Lego Classic, Technic, Speed Champions, Monkie Kid, Ninjago e DOTS sarebbero continuati almeno fino al 2023.

## Minifigure da collezione
Secondo Bricklink, The Lego Group ha rilasciato più di 784 minifigure da collezione.
| N. | Codice Serie | Nome delle serie                                    | Data di emissione | N. delle Minifigures | Note                                                                                     |  |
| -- | ------------ | --------------------------------------------------- | ----------------- | -------------------- | ---------------------------------------------------------------------------------------- |  |
| 1  | 08683        | Series 1                                            | 5 marzo 2010      | 16                   |                                                                                          |  |
| 2  | 08684        | Series 2                                            | 2 settembre 2010  | 16                   |                                                                                          |  |
| 3  | 08803        | Series 3                                            | 14 gennaio 2011   | 16                   |                                                                                          |  |
| 4  | 08804        | Series 4                                            | 1º aprile 2011    | 16                   |                                                                                          |  |
| 5  | 08805        | Series 5                                            | 22 agosto 2011    | 16                   |                                                                                          |  |
| 6  | 08827        | Series 6                                            | dicembre 2011     | 16                   |                                                                                          |  |
| 7  | 08831        | Series 7                                            | maggio 2012       | 16                   |                                                                                          |  |
| 8  | 08909        | Team GB Olympic Series                              | luglio 2012       | 9                    | Rilascio esclusivamente negli UK e basato sul Team GB per le London 2012 Summer Olympics |  |
| 9  | 08833        | Series 8                                            | settembre 2012    | 16                   |                                                                                          |  |
| 10 | 71000        | Series 9                                            | 7 ottobre 2012    | 16                   |                                                                                          |  |
| 11 | 71001        | Series 10                                           | 6 febbraio 2013   | 17                   | Contiene Mr. Gold (solo 5000 Prodotti e imbustati)                                       |  |
| 12 | 71002        | Series 11                                           | 30 giugno 2013    | 16                   |                                                                                          |  |
| 13 | 71004        | The Lego Movie Series                               | gennaio 2014      | 16                   | Basato su The Lego Movie                                                                 |  |
| 14 | 71005        | The Lego Simpsons Series 1                          | maggio 2014       | 16                   | Basato su The Simpsons                                                                   |  |
| 15 | 71007        | Series 12                                           | agosto 2014       | 16                   |                                                                                          |  |
| 16 | 71008        | Series 13                                           | dicembre 2014     | 16                   |                                                                                          |  |
| 17 | 71009        | The Lego Simpsons Series 2                          | aprile 2015       | 16                   | Basato su The Simpsons                                                                   |  |
| 18 | 71010        | Series 14                                           | agosto 2015       | 16                   | Basato sulla Serie dei Mostri della Lego                                                 |  |
| 19 | 71011        | Series 15                                           | 5 dicembre 2015   | 16                   |                                                                                          |  |
| 20 | 71012        | The Lego Disney Series 1                            | 1º maggio 2016    | 18                   | Basato sui personaggi Disney                                                             |  |
| 21 | 71014        | DFB Series                                          | maggio 2016       | 16                   | Esclusivo in Europa. Basato sulla DFB - The Mannschaft (Germany National Football Team)  |  |
| 22 | 71013        | Series 16                                           | 1º settembre 2016 | 16                   |                                                                                          |  |
| 23 | 71017        | The Lego Batman Movie Series 1                      | 1º gennaio 2017   | 20                   | Basato su The Lego Batman Movie                                                          |  |
| 24 | 71018        | Series 17                                           | 1º maggio 2017    | 16                   |                                                                                          |  |
| 25 | 71019        | The Lego Ninjago Movie Series                       | 1º agosto 2017    | 20                   | Basato su The Lego Ninjago Movie                                                         |  |
| 26 | 71020        | The Lego Batman Movie Series 2                      | 1º gennaio 2018   | 20                   | Basato su The Lego Batman Movie                                                          |  |
| 27 | 71021        | Series 18                                           | 1º aprile 2018    | 17                   | Serie per festeggiare il 40ºAnniversario delle Minifigures                               |  |
| 28 | 71022        | The Lego Harry Potter and Fantastic Beasts Series 1 | 1º agosto 2018    | 22                   | Basato su Harry Potter e Animali Fantastici                                              |  |
| 29 | 71023        | The Lego Movie 2: The Second Part Series            | 1º febbraio 2019  | 20                   | Basato su The Lego Movie 2                                                               |  |
| 30 | 71024        | The Lego Disney Series 2                            | 1º maggio 2019    | 18                   | Basato sui personaggi Disney                                                             |  |
| 31 | 71025        | Series 19                                           | 1º settembre 2019 | 16                   |                                                                                          |  |
| 32 | 71026        | The Lego DC Super Heroes Series                     | gennaio 2020      | 16                   | Basato su DC Comics Super Heroes                                                         |  |
| 33 | 71027        | Series 20                                           | 19 aprile 2020    | 16                   |                                                                                          |  |
| 34 | 71028        | The Lego Harry Potter Series 2                      | 1º settembre 2020 | 16                   | Basato su Harry Potter                                                                   |  |
| 35 | 71029        | Series 21                                           | 1º gennaio 2021   | 12                   |                                                                                          |  |
| 36 | 71030        | The Lego Looney Tunes Series                        | 26 aprile 2021    | 12                   | Basato su Looney Tunes                                                                   |  |
| 37 | 71031        | Marvel Collectible Minifigure Series                | settembre 2021    | 12                   | Basato sul Marvel Cinematic Universe                                                     |  |
| 38 | 71032        | Series 22                                           | 1º gennaio 2022   | 12                   |                                                                                          |  |
| 39 | 71033        | The Lego Muppets Series                             | 1º maggio 2022    | 12                   | Basato sui Jim Henson's Muppets                                                          |  |
| 40 | 71034        | Series 23                                           | 1º settembre 2022 | 12                   |                                                                                          |  |
| 41 | 71037        | Series 24                                           | 1º gennaio 2023   | 12                   |                                                                                          |  |
| 42 | 71038        | The Lego Disney Series 3                            | 1º maggio 2023    | 18                   | Basato sui personaggi Disney                                                             |  |
| 43 | 71039        | Marvel Collectible Minifigure Series 2              | 1º settembre 2023 | 12                   | Basato su Marvel cinematic Universe                                                      |  |
| 44 | 71045        | Series 25                                           | 1º gennaio 2024   | 12                   |                                                                                          |  |
| 45 | 71046        | Series 26                                           | 2 maggio 2024     | 12                   | Tema fantascienza                                                                        |  |
| 46 | 71047        | Dungeons & Dragons                                  | 1º settembre 2024 | 12                   | Basato su Dungeons & Dragons                                                             |  |
| 47 | 71048        | Series 27                                           | 1° gennaio 2025   | 12                   |                                                                                          |  |
| 48 | 71049        | Formula 1                                           | 1° marzo 2025     | 12                   | Basato su Formula 1                                                                      |  |

## Giochi online

### Minifigure LEGO in linea
Il 29 agosto 2013, Funcom ha annunciato ufficialmente un gioco online multiplayer di massa basato sul tema Minifigures, in cui ci sono diversi mondi in cui il giocatore può viaggiare e combattere i nemici, oltre a dungeon basati sull'ambientazione. Il gioco utilizzava le tradizionali meccaniche click-to-move, consentendo agli utenti più giovani di entrare in azione. Tuttavia, per gli utenti avanzati, c'erano abilità speciali attivate utilizzando il tastierino numerico. Sarebbe stato free-to-play, ma potevi sbloccare le minifigure acquistandone una e inserendo un codice, ma potevano anche essere ottenute nel gioco. È stato rilasciato alla fine del 2014 per iOS, Android e PC come client di download o nel browser sul sito Web di LEGO.
Funcom ha annunciato che LEGO Minifigures Online chiuderà il 30 settembre 2016. A partire dal 6 giugno 2016, i nuovi giocatori non potranno partecipare al gioco e la chat di gioco sarà disattivata. I giocatori esistenti sarebbero ancora in grado di giocare fino al 30 settembre 2016.

## Altra merce
Nel 2022, il marchio Lego Minifigures ha prodotto anche la collezione di giocattoli di peluche.

## Premi e nomination
Nel 2022, le minifigure da collezione della serie Lego Marvel (numero di set: 71031) sono state premiate come "Giocattolo dell'anno" e anche "Oggetto da collezione dell'anno" dalla Toy Association .
Nel settembre 2022, i Muppets (numero di serie: 71033) sono stati premiati come "Giocattolo dell'anno" e anche "Oggetto da collezione dell'anno" dalla Toy Association.